# Club de Cantineros
El Club de Cantineros es una organización gremial que agrupa en su seno a los profesionales de la cantina de la República de Cuba.

## Historia
El Club de Cantineros de la República de Cuba fue fundado oficialmente en La Habana, Cuba, el 27 de junio de 1924, bajo la aprobación del Gobernador de la Ciudad de La Habana. Este club constituye la asociación más antigua del gremio de los cantineros de un país del que se tenga registros oficiales en el mundo.
En Cuba durante los años 20 del siglo pasado, la organización que agrupaba en su seno a los empleados gastronómicos era la llamada Unión de Empleados de Café, la cual comenzó a tener conflictos internos y divisiones entre sus miembros por diferentes criterios políticos y sociales, lo que dio paso a su desintegración total.
El cantinero Manuel Blanco Cuétara, que en aquel entonces había sido expulsado de esa organización por desacuerdos, fue uno de los primeros que comenzó a considerar la creación de un Club Fraternal de Cantineros de la República de Cuba, junto a Cristóbal Alonso Álvarez, José Perales Mora (quien hacía meses le había sugerido de crear una Sección de Cantina independiente de la Unión de Empleados de Café) y José Cuervo Fernández. Esta idea se fue transmitiendo a otros cantineros de La Habana y es así como inicialmente a modo de esbozo y de las manos del propio Manuel Blanco Cuétara, se crea un primer Reglamento.
El 28 de mayo de 1924 alrededor de diez o doce interesados se reúnen para constituir y aprobar una colectividad exclusiva de los cantineros con carácter deportivo y social.  
Posteriormente, el 5 de junio, vuelven a reunirse, pero ya con una mayor cifra de personas interesadas. Esta segunda reunión fue presidida por el mismo José Cuervo y como secretario Cristóbal Alonso Álvarez;  es aquí cuando se da a conocer la propuesta del nuevo Reglamento que fue discutido y aprobado con algunas modificaciones. José Cuervo planteó correr él mismo con los gastos indispensables para adquirir materiales, mobiliario y productos necesarios para la apertura, para no depender de comerciantes e industriales aunque fueran buenos amigos y que posteriormente le devolvieran su inversión poco a poco.

## Domicilios del Club de Cantineros
El Club establece su primer domicilio en un local en los altos de la calle Bernaza esquina a Obrapía en la Habana Vieja; tiempo después se traslada a Malecón  N.º 15, en los altos, rentando un apartamento, que al considerarse excesivo el impuesto a pagar deciden permutar para la calle Avenida de la República (en la calle San Lázaro) N.º 69, bajos. 
El 27 de enero de 1927, por diversas razones, resuelven volver a cambiar su domicilio social y se reubican en la calle Prado, N.º. 105, altos, frente al Capitolio Nacional de Cuba, donde permaneció la sede hasta el 31 de mayo de 1941, fecha en que el club de manera definitiva se trasladó a su casa propia, situada en Paseo del Prado N.º. 111, un edificio de cuatro plantas con un logo empotrado en el piso de la entrada. Por las insignias que se aprecian (el sol y la esfera del universo, sus triángulos y la frase Fraternidad y Progreso), aunque no existen pruebas firmes, pudiéramos decir que en su creación o en su fundación estuvo presente la institución masónica. 
El inmueble fue comprado al “The Canadian Bank of Commerce”, por 24 mil pesos cubanos recaudados netamente de los fondos del club en diciembre de 1939. El edificio se remodeló y acondicionó a los intereses particulares del club y quedó reinaugurado oficialmente en junio de 1941.  
En ese edificio, se celebraron numerosas actividades y festejos por el Día del Cantinero, para el cual fue seleccionado el primer domingo del mes de  octubre, sin embargo en la actualidad se celebra este día el 7 de octubre.
Las actividades que se realizaban para festejar el Día del Cantinero eran  variadas, y solían efectuarse en lugares como: Los Jardines de la Tropical, La Polar, Tropicana, entre otros establecimientos de la ciudad de La Habana. También se convirtió en una tradición ese día que los cantineros sembraran un árbol para garantizar, de esta forma ecológica, la belleza natural de la ciudad.

## Primera Competencia de Coctelería
El primer evento de coctelería que realizó el Club de Cantineros, transcurrió del 16 al 24 de noviembre de 1936 y demostró la madurez  alcanzada por esa joven organización. Ese evento fue muy complejo, pues en cada jornada se concursó con una bebida base distinta, por ejemplo: el primer día, se compitió con vermú blanco y rojo; el segundo día, con ron; el tercero, tendría como base coñac o champán; el cuarto día, serviría de base ginebra; el quinto, se concursaba con whisky y así sucesivamente.

## Publicaciones del Club de Cantineros
La primera revista que publica el Club llevó por título “El Bar”, este fue un acuerdo entre los miembros de la organización, aprobado por la Asamblea General el 28 de mayo de 1926, pero su duración fue extremadamente corta.
Luego se asumen varios proyectos a lo largo de muchos años, pero ninguno logró encajar tan bien en los intereses de la agrupación. En 1930, se editó el primer Recetario de Coctelería en Cuba confeccionado por el Club de Cantineros. 
Finalmente en septiembre de 1956 se editó y publicó por primera vez la revista profesional mensual llamada "Coctel", y entre muchos de sus interesantes y variados artículos, se destacaba uno en el que se explicaba la importancia que tenía para el Cantinero el aprender a hablar inglés como complemento de su trabajo y exhortándolos a que participaran en las clases que impartían en el centro con un método efectivo a base de conversaciones sobre la profesión, acompañado de una sencilla preparación gramatical. Esta revista se estuvo publicando hasta 1960.

## La Asociación de Cantineros continuidad histórica del Club de Cantineros
El 'Club de Cantineros de Cuba continúa su historia bajo la forma de asociación. El 6 de febrero de 1998 fue reinscrito oficialmente y aproximadamente un año más tarde cambia su nombre para Asociación de Cantineros de Cuba. https://www.facebook.com/cantineros.decuba https://www.facebook.com/CantinerosCuba/
La  Asociación de Cantineros tiene entre sus principales objetivos:
- Estimular la profesión del cantinero experto en su actividad, promoviendo sus habilidades y capacidad creadora.
- Proporcionar el necesario intercambio entre los cantineros que cuenten con experiencias en esta técnica y los jóvenes que comiencen a desempeñarse en esta actividad.
- Contribuir a que los expertos cubanos del bar incorporen a su función las más modernas técnicas de uso internacional en la especialidad.
- Apoyar todos los esfuerzos en función de estandarizar la elaboración de cócteles y el enriquecimiento del vocabulario de cantina, mediante la creación de recetarios que, debidamente divulgados, contribuyan al perfeccionamiento de la técnica de la cantina.
- Promover el servicio al cliente y fomentar el conocimiento de hábitos y costumbres de estos en relación con las bebidas, estimulando al consumo del cóctel como forma más culta del placer de beber y a la disminución del consumo del alcohol, teniendo en cuenta que ingerir bebidas alcohólicas es una actitud responsable individual y colectiva.
- Contribuir al desarrollo de los productos nacionales y su imagen en la coctelería internacional.

La Asociación de Cantineros de Cuba organiza numerosos eventos regionales y nacionales de coctelería donde sus cantineros exponen el logro de la propia formación recibida en sus cursos:
- Tradiciones Varadero en Playa Varadero, en Matanzas.
- Jardines del Rey en Ciego de Ávila.
- Sexto Sentido en La Isla de la Juventud.
- La Guantanamera en Guantánamo.
- Evento Constante Ribalaigua en Matanzas.

La Competencia Nacional Fabio Delgado In Memoriam, constituye el certamen más importante la cual se organiza desde la base hasta llegar a nivel nacional. Esta competencia se celebra en homenaje a uno de los más grandes profesionales y profesores de la cantina en Cuba, el cual hizo muchos aportes en la coctelería cubana y en el rescate de la Asociación de Cantineros. Fabio Delgado Fuentes trabajó en el Sloppy Joe's de La Habana y se dice que es autor de más de 33 recetas de cócteles entre ellas el Martini Special que creara para Errol Flynn. Maestro Fabio Delgado fallece el 7 de febrero de 2003.
El 1.er y 2.º cantinero en esta competencia, son los que participan todos los años en el Campeonato Mundial y en la Competencia Panamericana (esta incluye además la Copa de la Amistad y la Copa de Presidentes), celebrándose en el país seleccionado por la Asociación Internacional de Bármanes.

La Asociación de Cantineros de Cuba es miembro asociado de la International Bartenders Association, (IBA) por sus siglas en inglés (Asociación Internacional de Bármanes) desde el 2002. https://www.facebook.com/cantineros.decuba https://www.facebook.com/CantinerosCuba/

## Cocteles Cubanos incluidos dentro del Recetario de Cocteles Internacionales de la IBA (International Bartenders Association)
En la IBA Mundial: Cuba Libre, Daiquirí, Mojito (Cocteles Clásicos Cubanos) y Adán y Eva (Coctel ganador de Mundial en Sevilla, España 2003)
En la IBA Panamericana: Cohíba Dry, Ocaso, Sabor Melodía y Havana Fusión (Cocteles ganadores de Panamericanos)